# شلومي داهان
شلومي داهان (بالعبرية: שלומי דהאן‏) هو لاعب كرة قدم إسرائيلي في مركز الوسط، ولد في 30 سبتمبر 1979 في إسرائيل. شارك مع منتخب إسرائيل تحت 21 سنة لكرة القدم. أما مع النوادي، فقد لعب مع بوروسيا دورتموند ومكابي حيفا ومكابي نتانيا.

## وصلات خارجية
- شلومي داهان على موقع قاعدة بيانات كرة القدم.إي يو (الإنجليزية)